# Trawler
 (juillet 2010).
Si vous disposez d'ouvrages ou d'articles de référence ou si vous connaissez des sites web de qualité traitant du thème abordé ici, merci de compléter l'article en donnant les références utiles à sa vérifiabilité et en les liant à la section « Notes et références ».

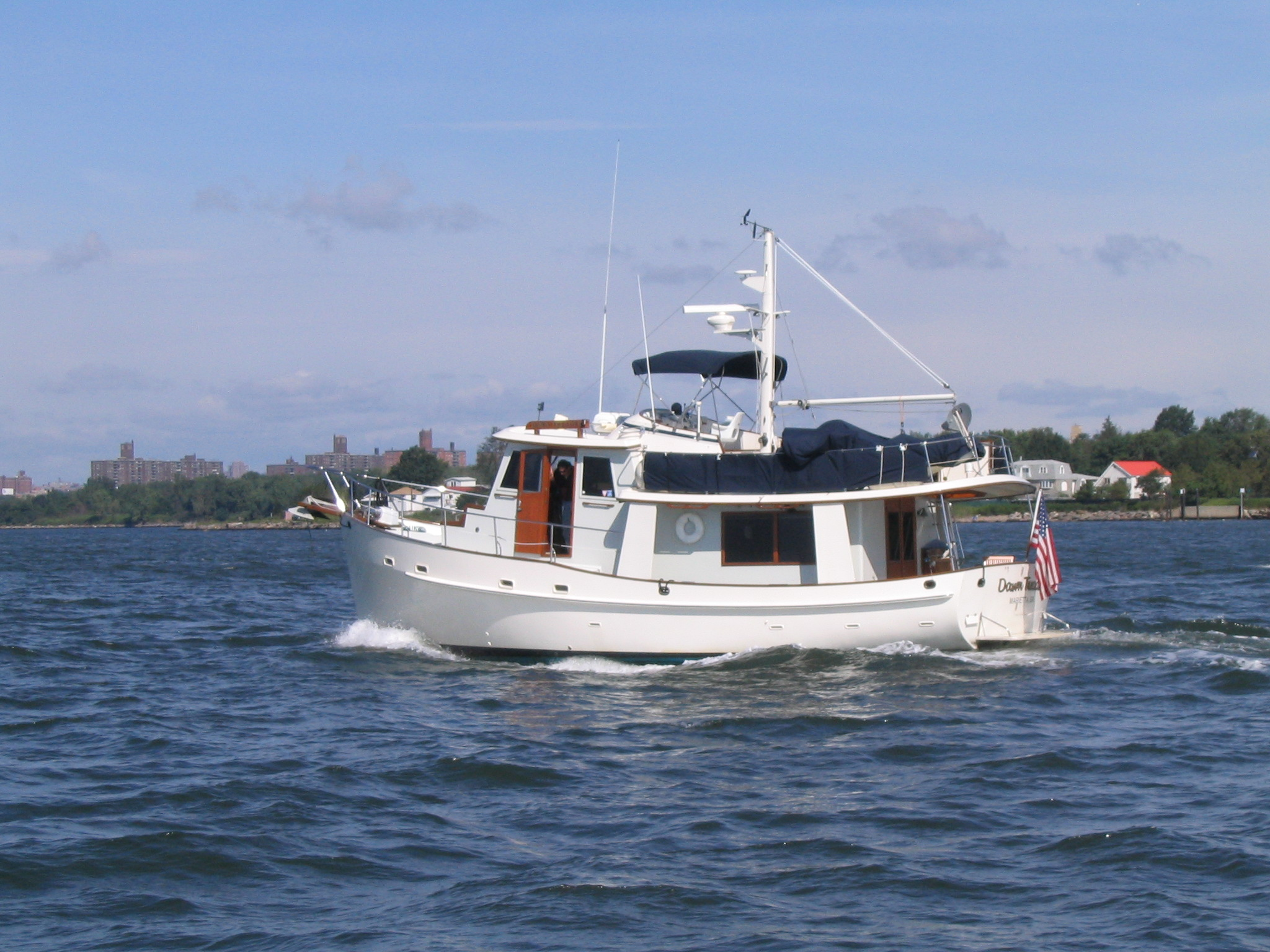
Un trawler

Un recreational trawler, souvent simplement appelé trawler, est un type de bateaux de plaisance à moteur à l'esthétique proche des petits navires de pêche. Le terme anglais désigne tout type de bateaux de pêche, cependant en français, le mot est employé pour désigner uniquement ce type de bateaux. D'une longueur allant généralement de 8 à 20 mètres, ils sont d'une taille inférieure à celle des yachts.
Il s'agit à l'origine de navires de pêche reconvertis en navires de plaisance. Depuis les années 1970, plusieurs chantiers navals, pour la plupart américains, se sont spécialisés dans la construction de trawlers de plaisance.